# Auto Modellista
Auto Modellista (アウトモデリスタ) é um jogo eletrônico de corrida desenvolvido pela empresa japonesa Capcom, lançado inicialmente para o Sony PlayStation 2 e posteriormente para Nintendo GameCube e Microsoft Xbox.

## Descrição
O jogo ficou marcado em relação aos outros jogos de mesmo gênero pelos gráficos cel shading, que lhes deu uma aparência de desenho animado. Apesar de seu estilo original, o jogo sofreu com a dinâmica de movimentação pobre, e acabou por ser um fracasso comercial e de crítica. Em 2003, para resolver os problemas citados pelas versões do PlayStation 2 japonês e europeu, a Capcom trabalhou no jogo e acrescentou carros norte-americanos, inicialmente para o mercado dos Estados Unidos, intitulado como Auto Modellista: US Tuned. Esta foi a tentativa da Capcom para influenciar os jogadores norte-americanos em comprar o jogo, porém ele ainda sofria da a mesma dinâmica de movimentação da primeira edição. A versão US Tuned seria lançado no GameCube e Xbox, com as últimos lançamentos na Europa em abril de 2004, mas os distribuidores acabaram por decidir em não vender, já que as previsões não eram boas, depois dos resultados anteriores. O jogo foi substituído por Circus Drive (conhecido como Group S Challenge fora do Japão), mas Capcom não esteve envolvido com jogos de corrida desde então.